# Pollinger Gruppe
Die Pollinger Gruppe ist eine Jungneolithische Regionalgruppe Süddeutschlands, mit Kerngebiet in Oberbayern. Die Datierung reicht von 4.100 bis 3.900 v. Chr.
Der Begriff wurde 1936 von Ferdinand Birkner eingeführt, nach dem Fundort Polling (Kr. Weilheim in Oberbayern). Die Siedlung von Polling weist neben Nachweisen für Getreideanbau und Viehhaltung einen bemerkenswert hohen Anteil an Wildtierknochen auf.

## Materielle Kultur
Die Keramik zeichnet sich durch Bechergefäße mit so genannter Teppichstilverzierung aus (Bänder mit Kreuzschraffur und Stichverzierung). Der Fund eines Tulpenbechers weist auf Einflüsse der Michelsberger Kultur hin.

## Kulturell-chronologische Einordnung
Die Pollinger Gruppe folgt auf die Facies Wallerfing und wird abgelöst von der Pfyner Kultur und Altheimer Kultur. Sie existiert parallel zur späten Münchshöfener Kultur, zur Michelsberger Kultur und Schussenrieder Kultur.